# Bericht der Internationalen Kommission zur Untersuchung der Ursachen und des Verlaufs der Balkankriege

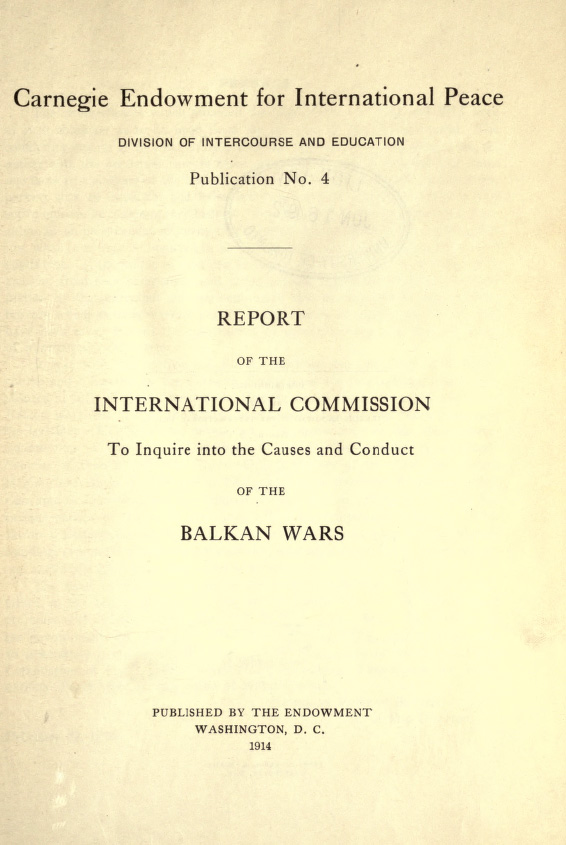
Report of the International Commission on the Balkan Wars

Der Carnegie-Bericht aus dem Jahr 1914 war ein Bericht der Internationalen Kommission zur Untersuchung der Ursachen und des Verhaltens der Balkankriege (englisch Report of the International Commission to Inquire into the Causes and Conduct of the Balkan Wars). Die Stiftung „Carnegie Endowment for International Peace“ hatte eine Untersuchungskommission gebildet, die ihre in diesem Dokument festgehaltenen Erkenntnisse 1914 in Washington, D.C. veröffentlichte.
Im Vorwort des Berichts ist festgehalten, dass die Ereignisse während der Balkankriege (1912/13) die „zivilisierte Welt“ beschäftigte. Einseitige Berichte, Vorwürfe und Gerüchte verlangten nach einer unabhängigen und gründlichen Untersuchung der Geschehnisse. Es solle aufgezeigt werden, was „moderne Kriegsführung“ mit sich bringt oder bringen könnte, und Einblick geben in die wahren Vorkommnisse während der beiden Kriege.
Die Kommissionsmitglieder reisten Anfang August 1913 in die betroffenen Länder und hielten sich bis Ende September in der Region auf. Nach ihrer Rückkehr nach Paris wurde das gesamte Material bearbeitet und in Form eines ausführlichen Berichts veröffentlicht. Der Bericht spricht von zahlreichen Verstößen gegen internationale Konventionen und Kriegsverbrechen, die während der Balkankriege 1912/13 begangen wurden.

“Our whole report is an answer to the question put in this chapter [The War and the International Law]. That answer may be summed up in a simple statement that there is no clause in international law applicable to land war and to the treatment of the wounded, which was not violated, to a greater or less extent, by all the belligerents.”

„Unser ganzer Bericht ist eine Antwort auf die in diesem Kapitel [Der Krieg und das internationale Recht] gestellte Frage. Die Antwort kann in einer einfachen Aussage zusammengefasst werden: Es gibt keine Klausel im internationalen Recht, das auf Landkriege oder die Behandlung von Verwundeten anwendbar ist, die nicht in mehr oder weniger großem Umfang durch alle Kriegsparteien verletzt wurde.“

Die gesammelten Informationen wurden von der Stiftung im Frühsommer 1914 veröffentlicht, aber bald durch die Ereignisse des Ersten Weltkriegs überschattet. Während die Kommission als Lehre ihrer Untersuchung zog, dass der Balkan ein Unruheherd bleiben dürfte, war sie zuversichtlich, dass die Großmächte den Frieden in Europa weiter erhalten würden.
Laut Aussage des britischen Historikers Mark Levene aus dem Jahr 2020 ist der Bericht “thoroughly documented and still highly regarded” (deutsch: „gründlich dokumentiert und immer noch hoch angesehen.“)

## Mitglieder der Kommission
Die Internationale Kommission bestand aus Universitätsprofessoren und anderen prominenten Persönlichkeiten aus Frankreich, dem Vereinigten Königreich, den Vereinigten Staaten, dem Deutschen Reich, Österreich-Ungarn und dem Russischen Kaiserreich. Unter den Mitgliedern der Kommission war ein Nobelpreisträger.
- Paul Henri d’Estournelles de Constant (Frankreich, Senator, Friedensnobelpreisträger) als Kommissionsleiter
- Josef Redlich (Österreich-Ungarn, Professor der Rechtswissenschaften an der Universität Wien)
- Walther Schücking (Deutsches Reich, Professor der Rechtswissenschaften, erster und einziger Deutscher Richter am Ständigen Internationalen Gerichtshof in Den Haag)
- Francis Wrigley Hirst (Großbritannien, Redakteur für The Economist)
- Henry Noel Brailsford (Großbritannien, Journalist)
- Justin Godart (Frankreich, Abgeordneter in der französischen Nationalversammlung)
- Pawel Miljukow (Russisches Kaiserreich, Historiker und Mitglied der Duma)
- Samuel Train Dutton (Vereinigte Staaten, Pädagogikprofessor an der Columbia University und Friedensaktivist)